# Bakwé (langue)
Cet article concerne la langue krou. Pour le peuple, voir Bakwés.
Le bakwé (ou DÊPLÊ) est une langue krou parlée par les  SRÜPO  ou Bakwés au sud-ouest de la Côte d'Ivoire, dans le district du Bas-Sassandra, particulièrement dans les préfectures de San-Pédro, Sassandra Méagui et Soubré. Elle est considérée comme assez proche du kroumen .

## Dialectes
Le bakwé compte plusieurs dialectes : le defa, le deple, le dafa, le nigagba , le djaman le Wopoh le Koboa et le nyinagbi,.

## Utilisation
Le nombre de locuteurs a été estimé à 10 300 en 1993. Ils parlent aussi le français. La plupart sont chrétiens.
Le bakwé est utilisé comme langue seconde par les locuteurs du wané.

## Écriture
Le bété est principalement écrit avec l’alphabet des l’Orthographe pratique des langues ivoiriennes.
Les tons sont indiqués avec les symboles moins ‹ ˗ ›, apostrophe ‹ ʼ › et double apostrophe ‹ ˮ › devant la syllabe à ton simple ou devant et derrière la syllabe à ton complexe.
| a | ä | b | c | d  | e | ë | ɛ | f  | g | gb |
| i | ɩ | j | k | kp | l | m | n | ny | ŋ | o  |
| ö | ɔ | p | r | s  | t | u | ü | ʋ  | w | y  |